# Labrador City
Labrador City is een gemeente (town) in de Canadese provincie Newfoundland en Labrador. De plaats ligt vlak bij de grens met Québec in het uiterste westen van de regio Labrador. Labrador City staat tezamen met de aangrenzende gemeente Wabush bekend als "Labrador West", de grootste bewoningskern van Labrador.

## Geschiedenis
Labrador City werd vanaf 1960 te midden van de wildernis uitgebouwd door de Iron Ore Company of Canada (IOC), aangezien de streek verschillende rijke ijzerertslagen heeft. In 1961 werd het mijnwerkersdorp reeds een gemeente met het statuut van local improvement district (LID). In 1980 werden LID's op basis van The Municipalities Act als bestuursvorm afgeschaft, waarop de gemeente automatisch een town werd.
In 1976 piekte de bevolkingsomvang van de twintig jaar eerder nog onbewoonde plaats boven de 12.000 inwoners. In de jaren 80 en 90 kende de plaats een demografische terugval. Tot op heden is de mijnbouw erg belangrijk in de lokale economie.
Op 12 juli 2024 vaardigde de overheid een evacuatiebevel voor de ganse gemeente uit vanwege een gevaarlijke en snel naderende bosbrand. De meer dan 7000 inwoners van Labrador City vertrokken daarop in kolonne naar Happy Valley-Goose Bay, zo'n 500 km verder oostwaarts. Na dagen blussen en met de hulp van gunstige weersomstandigheden werd de brand uiteindelijk bedwongen zonder het dorp te bereiken, waardoor iedereen op 22 juli mocht terugkeren.

## Geografie
Labrador City ligt net ten noordwesten van de dorpskern van Wabush. De twee kernen worden van elkaar gescheiden door Little Wabush Lake en de zuidelijke uitloper van het enorme Wabush Lake. Via de amper 100 m brede connectie tussen beide meren maakt de Trans-Labrador Highway (NL-500) de connectie tussen beide kernen.
De plaats ligt minder dan 10 km van de grens tussen Québec en Newfoundland en Labrador. Ze is via de 414 km lange Quebec North Shore and Labrador Railway verbonden met de Québecse havenstad Sept-Îles.

## Demografie
In 2021 telde Labrador City 7.412 inwoners. Daarmee is het de 11e grootste gemeente van de provincie en de op een na grootste van Labrador, na Happy Valley-Goose Bay.
| Demografische ontwikkeling van Labrador City tussen 1961 en 2021           |
| -------------------------------------------------------------------------- |
|                                                                            |
| Bron: Statistics Canada (1961–1986, 1991–1996, 2001–2006, 2011–2016, 2021) |

### Taal
In 2021 hadden 6.825 inwoners van Labrador City het Engels als (al dan niet gedeelde) moedertaal, oftewel 92,2% van de totale bevolking. Hoewel slechts 220 inwoners het Frans als (al dan niet gedeelde) moedertaal hadden (3,0%), waren er 905 mensen die die andere Canadese landstaal machtig waren (12,2%).
Vanwege de relatief grote Filipijnse gemeenschap waren er volgens de volkstelling van 2021 in totaal 200 mensen met het Tagalog als moedertaal (2,7%) en zo'n 295 personen die die taal machtig waren (4,0%).

## Gezondheidszorg
In de gemeente bevindt zich het Labrador West Health Centre, een ziekenhuis dat daarnaast in hetzelfde complex ook rusthuisbedden aanbiedt. Het ziekenhuis valt onder de gezondheidsautoriteit Labrador-Grenfell Health.

## Sport
Op 27 maart 1983 vond de slotetappe van de wereldbeker langlaufen (seizoen 1982/83) plaats in Labrador City.
Labrador City is de geboorteplaats van Mark Nichols, Olympisch kampioen en wereldkampioen curling.

## Galerij

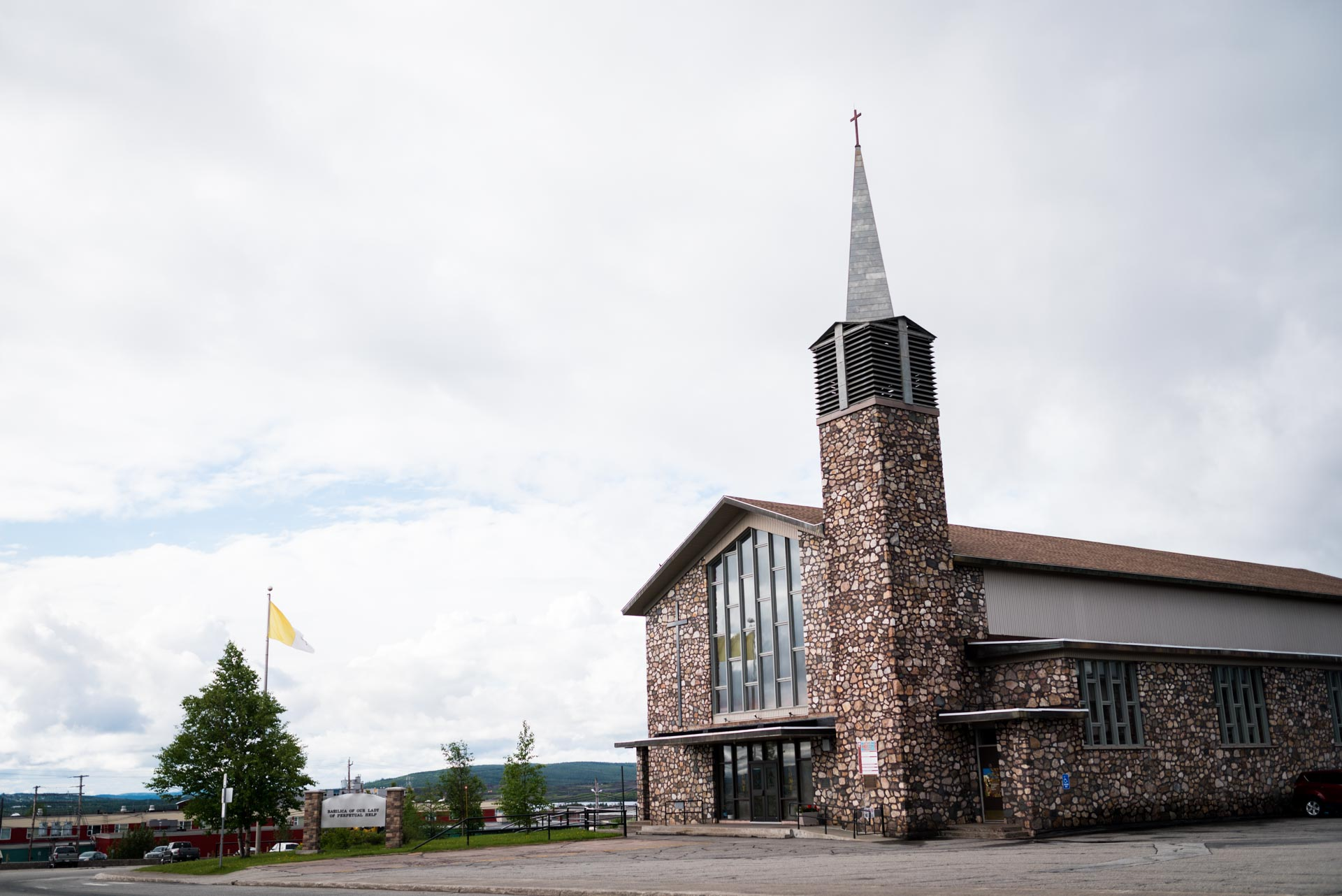
De cokathedraal van het rooms-katholiek bisdom Corner Brook and Labrador
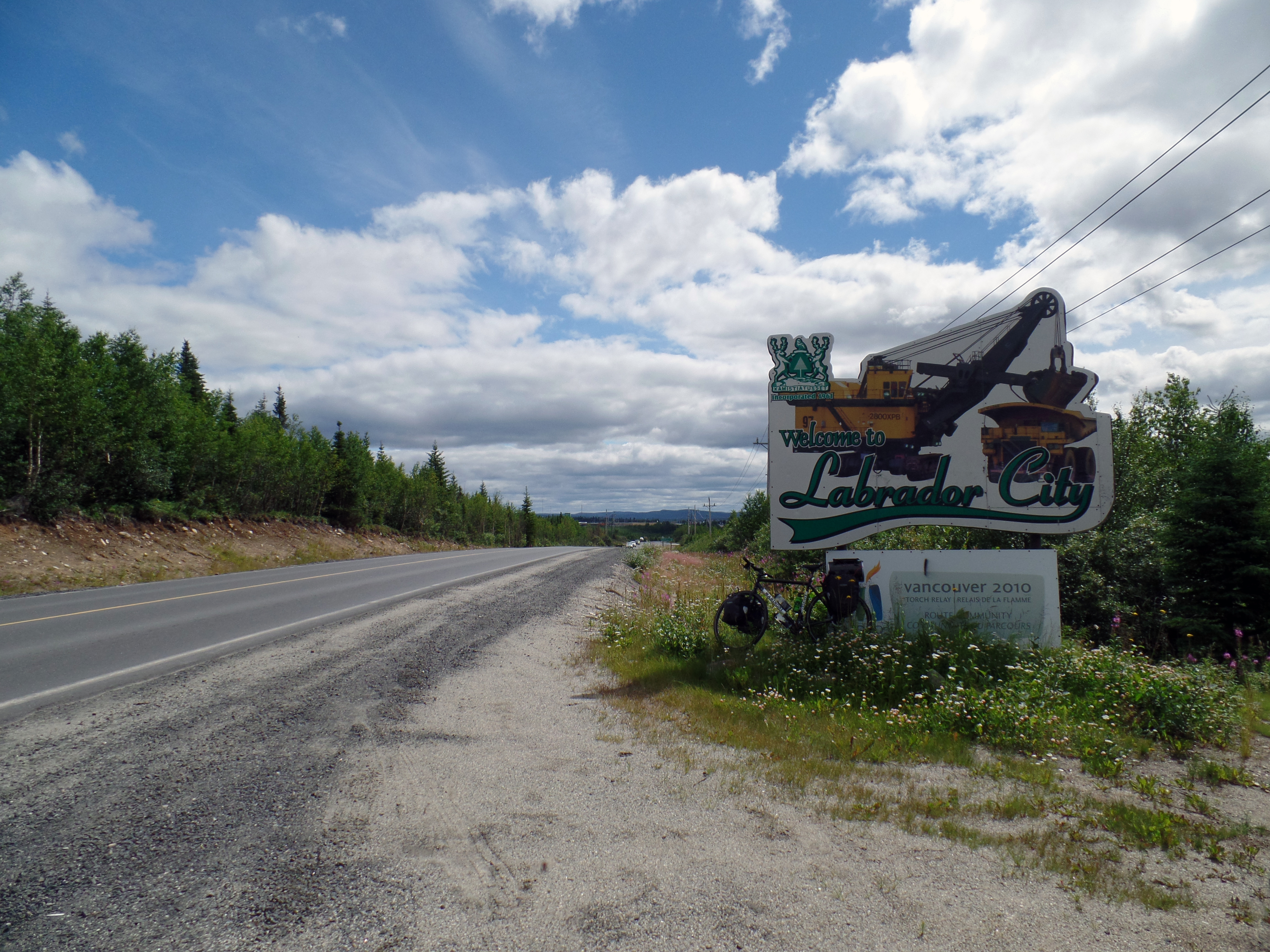
Toegangsbord van de gemeente langs Route 500
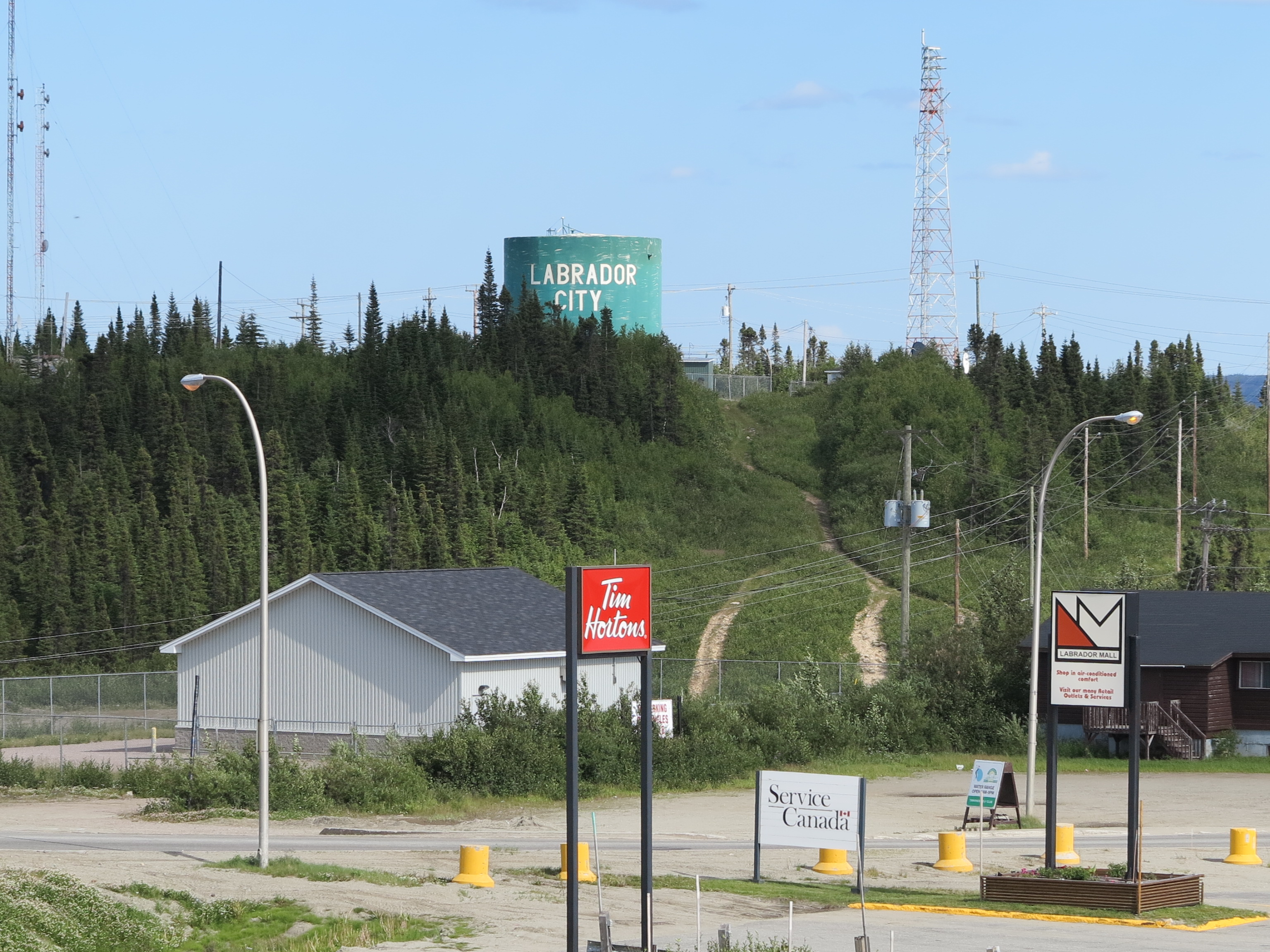
De rand van Labrador City met zicht op de watertoren
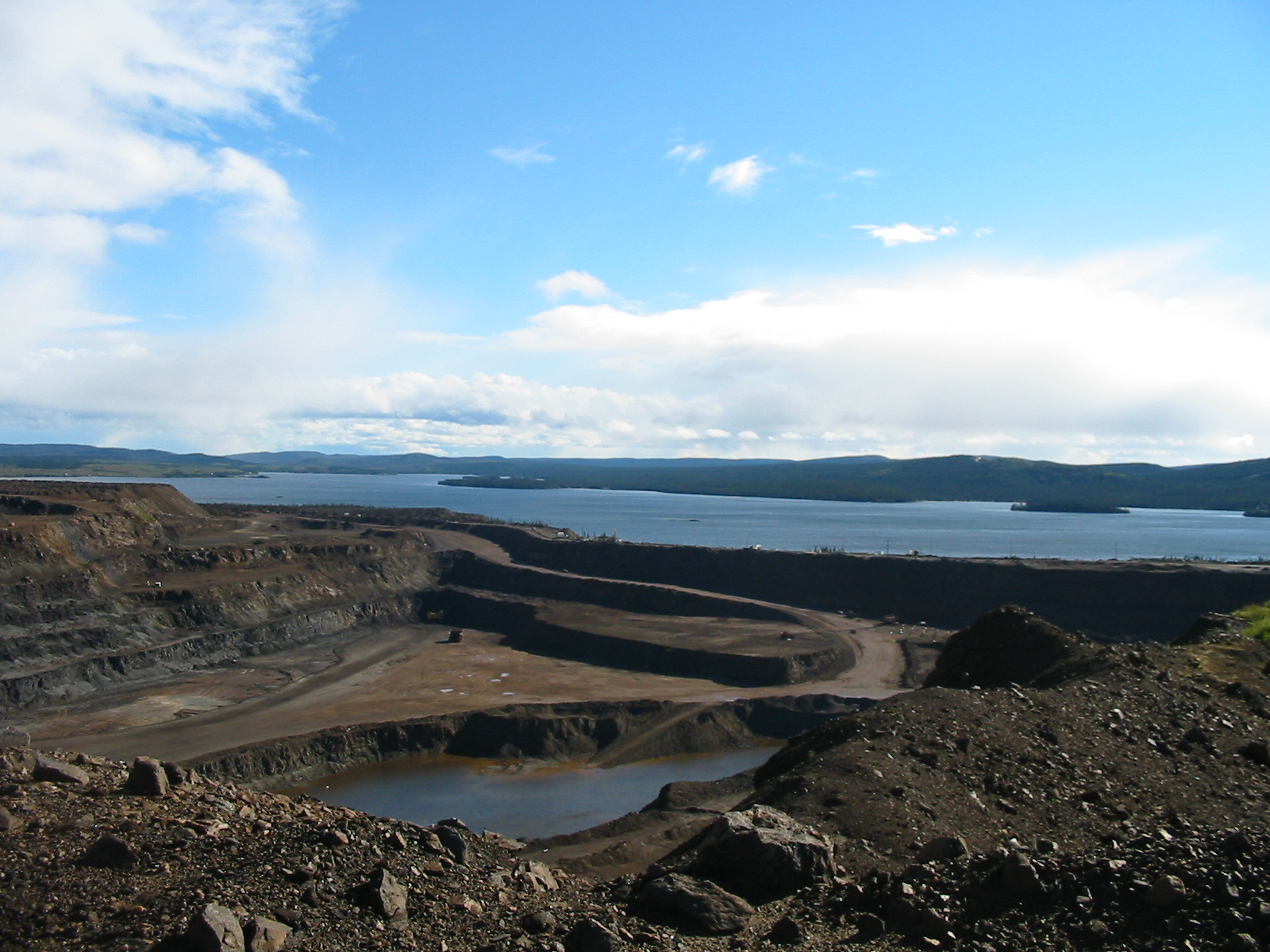
Een ijzerertsmijn in de buurt van Labrador City